# Andrija Mohorovičić
Andrija Mohorovičić (Volosko kraj Opatije, 23. siječnja 1857. – Zagreb, 18. prosinca 1936.), hrvatski geofizičar, ali i istaknuti hrvatski znanstvenik na području meteorologije i seizmologije, s kraja 19. i početka 20. stoljeća. Nakon studija matematike i fizike u Pragu, radio kao gimnazijski profesor u Zagrebu i Osijeku, a potom kao profesor na Nautičkoj školi u Bakru (od 1882.), gdje je predavao meteorologiju i 1887. osnovao meteorološku postaju. Od 1892. bio je upravitelj meteorološkog opservatorija u Zagrebu, koji je preuzeo nadzor i upravu nad svim meteorološkim postajama u tadašnjoj Banovini Hrvatskoj. Mohorovičić je doktorirao 1893. u Zagrebu disertacijom O opažanju oblaka, te dnevnom i godišnjem periodu oblaka u Bakru. Godine 1898. postao je pravi (redoviti) član JAZU, a od 1910. izvanredni sveučilišni profesor s predavanjima iz geofizike i astronomije. Mohorovičić se ubraja među najznamenitije hrvatske znanstvenike. Po njemu je nazvan jedan krater na Mjesecu, i to na strani nevidljivoj sa Zemlje, a njegovo ime nosi i Geofizički zavod Prirodoslovno-matematičkoga fakulteta u Zagrebu, te gimnazija u Rijeci. BŠ-72 Andrija Mohorovičić je ratni brod u sastavu flote Hrvatske ratne mornarice. Njemu u čast 1996. asteroid s rednim brojem 8422 dobio je naziv – 8422 Mohorovicic.

## Životopis
Rođen je 23. siječnja 1857. u Voloskom kraj Opatije. Tamo je završio osnovnu školu, a gimnaziju u Rijeci. Studij matematike i fizike Filozofskog fakulteta u Pragu upisao je 1875. Po završenom studiju predavao je najprije u Klasičnoj gimnaziji u Zagrebu (1879. – 1880.), zatim na realci u Osijeku, te od 1882. na Nautičkoj školi u Bakru. Na vlastitu molbu 1891. godine premješten je na realku u Zagrebu, gdje 1. siječnja 1892. postaje i upraviteljem tadašnjega Meteorološkog opservatorija na Griču. Za doktora filozofije promoviran je na zagrebačkom Sveučilištu 1893.  na osnovi disertacije O opažanju oblaka, te o dnevnom i godišnjem periodu oblaka u Bakru. Ubrzo se habilitira za privatnog docenta, a 1910. postaje naslovnim izvanrednim sveučilišnim profesorom, te je od 1893. do 1917./18. god. na Mudroslovnom fakultetu u Zagrebu predavao kolegije s područja geofizike i astronomije. Već je 1893. dopisni član, a 1898. pravi član tadašnje Jugoslavenske akademije znanosti i umjetnosti u Zagrebu. Od 1918. do 1922. bio je tajnik njezina Matematičko-prirodoslovna razreda. Potkraj 1921. umirovljen je, a preminuo je u prosincu 1936. Pokopan je na zagrebačkom groblju Mirogoj.

## Znanstveni rad
Za početak znanstvenog rada Andrije Mohorovičića odlučujući je bio rad na Nautičkoj školi u Bakru. Tu prvi put dolazi u neposredan dodir s meteorologijom, koju je predavao učenicima Nautičke škole, a što ga je toliko zaokupilo da je 1887. u Bakru osnovao meteorološku postaju. Za određivanje gibanja oblaka konstruirao je 1889. nefoskop. U svijetu je tada postojalo nekoliko vrsta nefoskopa, ali se originalnost Mohorovičićeve izvedbe ogledala u činjenici da je njegov mjerni instrument uz manje troškove izvedbe omogućavao točnost mjerenja veću nego ostali ondašnji instrumenti.
Dolaskom na mjesto upravitelja Meteorološkog opservatorija u Zagrebu (1892.), usmjeruje svoj rad na tri područja. U prvom znanstveno objašnjava pojedine meteorološke pojave. Uz to mu je 1901. povjereno vođenje čitave meteorološke službe tadašnje Hrvatske i Slavonije, koju podiže kadrovski i instrumentalno na europsku razinu. I napokon, aktivnosti opservatorija postupno proširuje i na ostala područja geofizike. Pokazao je zanimanje za osobito upadljive meteorološke pojave kao što su bili tornado kraj Novske 1892. i "vijor" kod Čazme 1898. Proučavao je klimu grada Zagreba, a u svom posljednjem radu s područja meteorologije (1901.) razmatra smanjivanje temperature atmosfere s porastom visine.
Početkom travnja 1893. Mohorovičić je uredio mrežu postaja za praćenje nevremena s grmljavinom, a 1899. osnovao je u kotaru Jaska postaje za obranu od tuče. Početkom 1899. izradio je projekt za istraživanje i iskorištavanje bure u području našeg krša, jer kako kaže "... od kolike bi to blagodati bilo za naše pusto primorje".
Početkom 20. stoljeća Mohorovičićev znanstveni interes okreće se isključivo problemima seizmologije. Analizom pokupskog potresa od 8. listopada 1909., Mohorovičić je posebno unaprijedio spoznaje o mehanizmu rasprostiranja valova bližih potresa kroz Zemlju. Tom prilikom prvi je u svijetu na osnovi valova potresa utvrdio plohu diskontinuiteta brzina, koja dijeli koru od plašta Zemlje i koja je njemu u čast nazvana Mohorovičićev diskontinuitet. Ubrzo nakon Andrije Mohorovičića i drugi znanstvenici potvrđuju postojanje tog sloja.
Opća je odlika Andrije Mohorovičića kritičnost u radu. Volio je spajati opažanja s teorijom, ali nikada nije teoriju pretpostavljao motrenju. Iz njegovih izvještaja vidljiva je težnja da uradi i više, u čemu ga je sprečavao nedostatak materijalnih sredstava. Njegove misli i ideje bile su vizionarske i došle su do izražaja tek mnogo poslije (djelovanje potresa na zgrade, iskorištavanje energije vjetra, modeli Zemlje, potresi s dubokim žarištem, obrana od tuče i tako dalje).

### Meteorologija
Mohorovičićev rad na području meteorologije obuhvaća istraživanje bure na području krša i gibanja oblaka; konstruirao je nefoskop za određivanje smjera i brzine oblaka te vertikalnih gibanja zraka. Dva rada, Tornado kod Novske (31. svibnja 1892.) i Vijor kod Čazme (20. kolovoza 1898.), u kojima je potanko istražio pojave jakog nevremena, pobudila su zanimanje i u znanstvenim krugovima Europe jer su bila prvi sinoptički prikaz razorna djelovanja vjetra, koji je kod Novske podignuo uvis željeznički vagon od 13 tona i nosio ga tridesetak metara. Mohorovičić je procijenio da je na tom području ciklonalno kruženje vjetra dostiglo brzine između 46 m/s i 158 m/s (od 166 do 569 km/h). Istraživao je i klimu Zagreba na osnovi podataka o oborinama, a proučavao je i smanjenje temperature zraka s porastom visine.

### Seizmologija
Godine 1892. Mohorovičić je prvi u nas uveo službu točnoga vremena, najprije na temelju opažanja prolaza zvijezda meridijanom, a od 1913. na temelju primanja radiosignala iz Pariza. Osnovni poticaj za proučavanje potresa Mohorovičić je našao u katastrofalnom potresu koji je zahvatio Zagreb 9. rujna 1880., a već 1901. postavio je u Zagrebu seizmološku postaju, koja je 1908. i 1909. nabavila dva nova, tada najmodernija seizmografa, koja su 28. prosinca 1908. zabilježila i katastrofalan potres što je zahvatio talijanske gradove Messinu i Reggio. Mohorovičić je netom zatim objavio pionirski i vizionarski rad Djelovanje potresa na zgrade, u kojem upozorava na nužnost pridržavanja posebnih propisa pri gradnji zgrada u potresnom području.

#### Mohorovičićeve epicentrale
Na osnovi detaljnoga proučavanja podataka o više potresa, Mohorovičić je značajno pridonio određivanju epicentra potresa, pa se krivulje hiperbole koje se koriste u tom postupku nazivaju Mohorovičićeve epicentrale. Mnogo je radio i na usavršavanju seizmografa pa je već 1917. izradio prijedlog za konstrukciju novoga seizmografa za bilježenje horizontalnih gibanja tla, ali koji se zbog nedostatka novčanih sredstava nažalost nikada nije ostvario.

#### Mohorovičićev diskontinuitet
Najveći doprinos znanosti Mohorovičić je ostvario otkrićem diskontinuiteta u Zemljinoj kori. Vrlo temeljitim proučavanjem pokupskoga potresa od 8. listopada 1909., 39 kilometara jugoistočno od Zagreba, Mohorovičić je utvrdio da se na određenoj dubini Zemlje skokovito mijenja brzina širenja potresnoga vala, što je pripisao promjenama u sastavu Zemljine kore na dubini od 54 kilometra, na mjestu mjerenja u Pokupskom.

#### Mohorovičićev zakon
Prema Mohorovičiću, u najgornjem dijelu Zemljine kore brzina potresnoga vala c neprekidno raste s dubinom u skladu s takozvanim zakonom potencije:
{\displaystyle c={c_{h}\left({\frac {r_{h}}{r}}\right)^{k}}}
gdje je: ch – ishodišna brzina u hipocentru potresa, rh – udaljenost hipocentra od središta Zemlje, r – udaljenost točke u kojoj se određuje brzina c od središta Zemlje i k – eksponent koji odražava porast brzine s dubinom. Tom je pretpostavkom uspio riješiti sva pitanja u vezi sa širenjem potresnoga vala u najgornjem dijelu Zemljine kore, a gornji je izraz ušao u znanost kao Mohorovičićev zakon. Mnogobrojna kasnija istraživanja povrdila su opstojnost granične plohe (plohe diskontinuiteta brzine) najgornjega dijela Zemlje i u drugim područjima našeg planeta, pa je ta ploha u njegovu čast nazvana Mohorovičićev diskontinuitet, ili kraće Moho. Pokazalo se da debljina Zemljine kore, odnosno dubina Mohorovičićeva diskontinuiteta, nije svuda jednaka te da se mijenja od mjesta do mjesta. Podno planinskih lanaca doseže dubinu i do 70 km, a podno dubokih oceana nalazi se na dubini od samo 5 km. U prosjeku se nalazi 33 km ispod površine Zemlje.
Mohorovičić je proučavao i razlike plitkih i dubokih potresa, a tek je polovicom 20. stoljeća važnost njegova otkrića potaknula američke istraživače na poseban znanstveni projekt istraživanja Mohorovičićeva diskontinuiteta nazvan Mohole, kojim se bušenjem Zemljine kore na njezinu razmjerno tankom dijelu, ispod oceana, željelo okriti njezin sastav. Poslije su takva bušenja provedena i u Sovjetskom Savezu.

## Glavna djela
- Klima grada Zagreba (1897.),
- Potres od 8. listopada 1909. (1909.),
- Hodografi longitudinalnih i transverzalnih valova potresa (1922.),
- O pitanju prave osjetljivosti seizmografa (njem. Zur Frage der wahren Empfindlichkeit eines Seismographen, 1926.).

## Vanjske poveznice
|  | Zajednički poslužitelj ima još gradiva o temi Andrija Mohorovičić |

- O obitelji Mohorovičić  Arhivirana inačica izvorne stranice od 11. siječnja 2012. (Wayback Machine)
- Geofizički odsjek PMF-a, o Andriji Mohorovičiću